# FC Bischwiller
FC Bischwiller is een Franse voetbalclub uit Bischwiller, in het departement Bas-Rhin.

## Geschiedenis
De club werd in 1907 opgericht. De club speelde op regionaal niveau en werd in 1923 kampioen van de Elzas. Na het uitbreken van de Tweede Wereldoorlog werd de Elzas geannexeerd door nazi-Duitsland. Alle clubs uit de Elzas moesten hun clubnaam verduitsen en FC Bischwiller werd FC Bischweiler (de voormalige Duitse benaming van voor de Eerste Wereldoorlog. Omdat het voetbal in Duitsland nog sterk regionaal verdeeld was speelde de club in de hoogste klasse, de Gauliga Elsaß. De kampioen van deze competitie kon deelnemen aan de eindronde om de Duitse landstitel. De competitie was eerst in twee groepen verdeeld en FC Bischweilier werd laatste in zijn groep. De club degradeerde en slaagde er niet meer in te promoveren. Na de oorlog ging de Elzas terug naar Frankrijk en werd de oorspronkelijke naam weer aangenomen.
De club ging in de DH Alsace spelen, wat in tegenstelling tot in het Duitse voetbal niet de hoogste klasse was. Na een snelle degradatie keerde de club in 1954 terug en promoveerde in 1956 naar de derde klasse, maar degradeerde ook meteen weer. In 1959 degradeerde de club ook uit de DH Alsace en kon daar pas terugkeren voor één seizoen in 1981,inmiddels was dit de vijfde klasse. Van 1984 tot 1987 speelde de club opnieuw in de DH Alsace maar zakte daarna weg en kon niet meer terugkeren.